# バウンティ (帆船)
HMS バウンティ（HMS / HMAV Bounty）は、イギリス海軍の武装輸送船。1789年、タヒチ島でパンノキを採取して西インド諸島に向かう途中、船を指揮していたウィリアム・ブライに対して乗組員が起こしたバウンティ号の反乱で知られている。
事件を題材にした映画の影響などで「戦艦」バウンティ号と呼ばれることがあるが、この呼称は適切ではない。（後述）

## 建造 - 海軍による購入
元々は石炭運搬船「ベシア」として、1784年にヨークシャー州キングストン・アポン・ハルのブレイデス造船所で建造された。
1787年5月23日、イギリス海軍はベシアを1,950ポンド（2016年時の換算で209,000ポンド）で購入し、「バウンティ」と改名した。
バウンティは排水量215トンという小型船ながら、3本のマストを持つ全装帆船であった。パンノキ採取の航海に備えた改装により、4門の4ポンド砲と10門の旋回砲が取り付けられた。

### 「HMS」と「HMAV」
「バウンティ」は「HMSバウンティ」とも「HMAVバウンティ」とも書かれるが、当時はどちらの呼び方もされたことはなかった。「国王（女王）陛下の船」の省略形「H.M.S.」は1790年代になってから一般的に用いられるようになったものであり、さらにそれがその頭文字のみの「HMS」に変化したのは20世紀になってからである。
「バウンティ」はシップ型の帆装を備えており一般にはシップと呼ばれたが、海軍の軍艦の等級の中には位置づけられていなかったため、海軍の用語としては軍艦には含まれなかった。
軍艦「パンドラ」によって連れ戻された10人の乗組員の軍法会議の記録では、「軍艦バウンティ（His Majesty's Ship "Bounty"）」という言葉と「武装船バウンティ（His Majesty's Armed Vessel "Bounty"）」ということばが3回ずつ使われており、また他に2回「武装船ザ・バウンティ（His Majesty's Armed Vessel the "Bounty"）」が現れる。
1787年の改装工事の図面には「武装輸送船バウンティ（"Bounty Armed Transport"）」と書かれている。

海軍本部によるバウンティの改装プラン
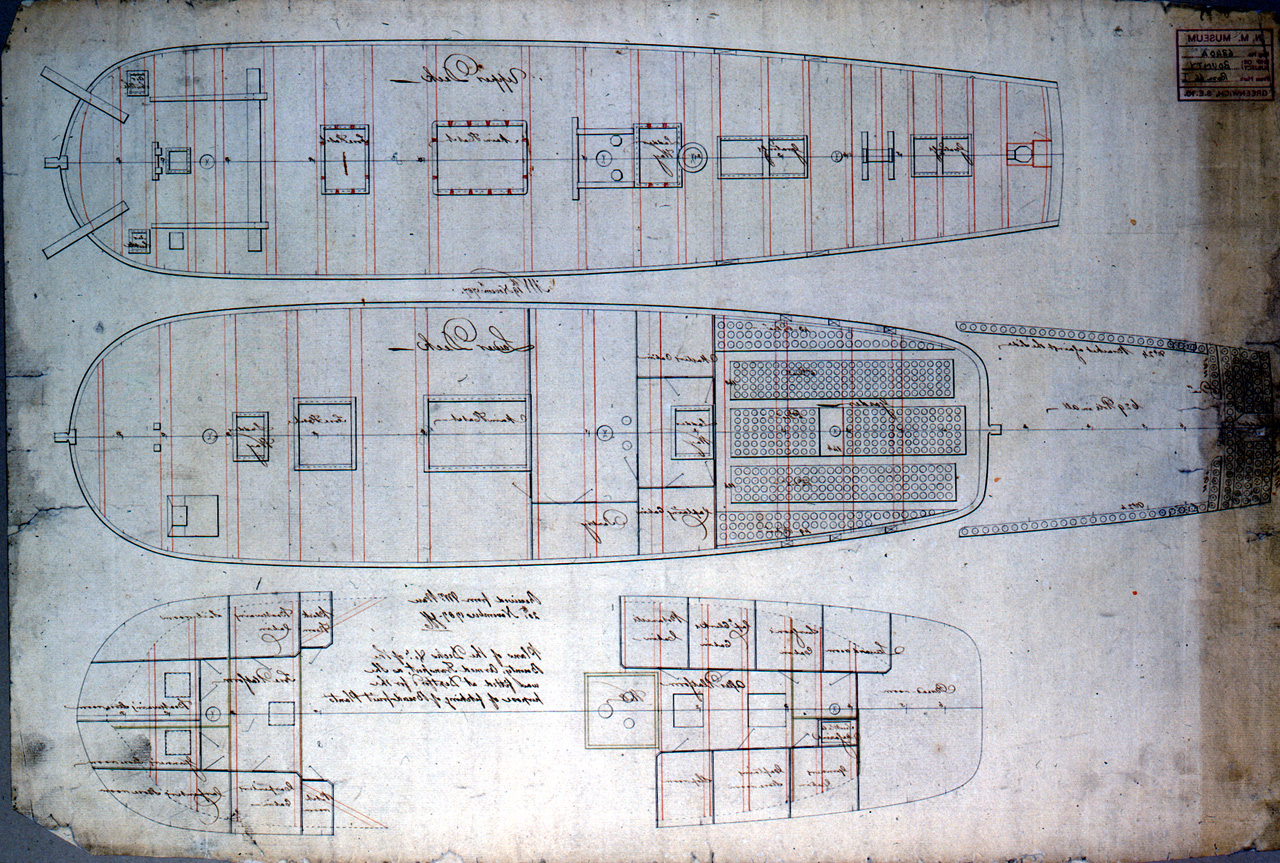
上段デッキの計画
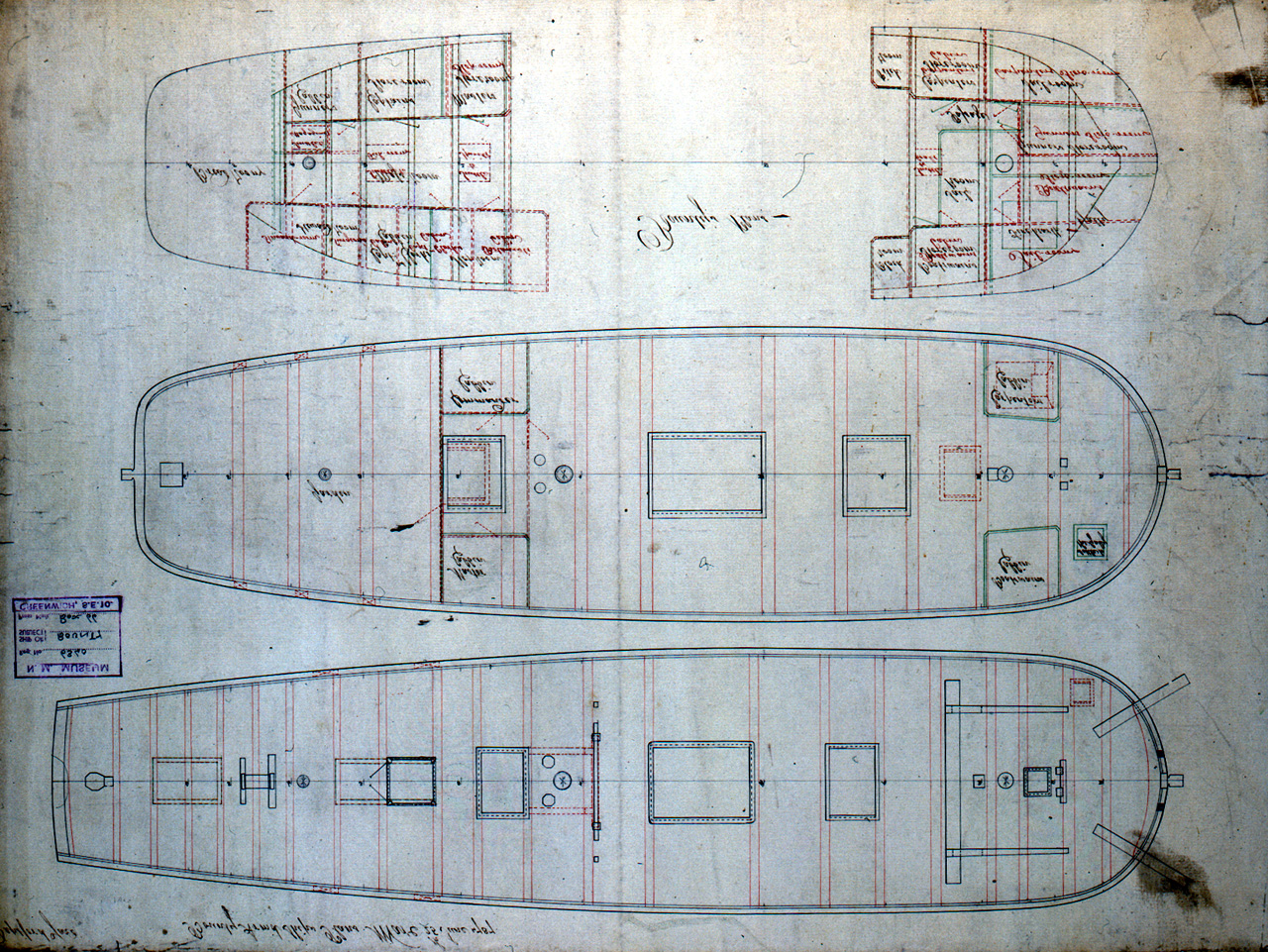
下段デッキの計画設計図

## 1787年の遠征航海

### 準備

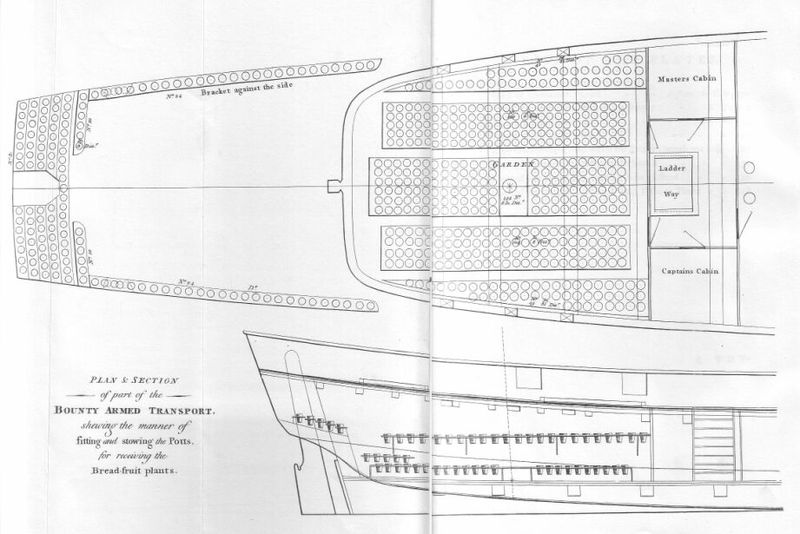
パンノキを入れた鉢を収容する部分と方法を示す武装輸送船バウンティの改装計画図（ウィリアム・ブライが1792年に著した『南海の旅』より。プロジェクト・グーテンベルクにより参照可能）

イギリス海軍がベシア（バウンティ）を購入した目的はタヒチ島のパンノキを西インド諸島に輸送する実験航海に使用するためだった。移植したパンノキが無事に生育すれば、現地の奴隷や入植者たちの安価な食糧源となることが期待されていた。
この計画を提案した植物学者ジョゼフ・バンクスは、遠征隊の指揮官に1776年から1780年にかけて行われたジェームズ・クックの3回目と最後の探検航海にレゾリューション号の航海長として参加したウィリアム・ブライ海尉を推薦した。
1787年6月、バウンティは航海に備えてデトフォードで改装された。船長室はパンノキの苗木を収容できるよう改造され、上甲板には光を採り入れるための格子窓が取り付けられた。
8月16日、33歳のブライが正式に船の指揮官に任命された。船の乗組員は彼を含めて46名だった。

### 航海
1787年12月23日、バウンティはスピットヘッドからタヒチに向けて出航した。南米ホーン岬周辺から西進を試みたが、悪天候に阻まれ丸１ヵ月間足止めされた。ブライは東への転進を選択し、船はアフリカ南端（アガラス岬）を回りインド洋を横断した。航海中、ブライは航海長のジョン・フライヤーを降格させフレッチャー・クリスチャンと交代させた。このことでブライとフライヤーの関係には亀裂が生じ、フライヤーは後にブライの人事は個人的な理由から行われたものだと主張した。
1788年10月26日、バウンティは10カ月の航海の末、タヒチに到着した。
一行はタヒチで5か月間を過ごし、その間に西インド諸島に運ぶ1,015株のパンノキ採集し鉢植えにした。ブライはパンノキの世話をさせるため、乗組員が陸上で生活することを許可し、彼らはタヒチの習慣や文化に親しむようになった。彼らは体にタヒチ風の刺青を入れ、航海長代理のクリスチャンは現地の女性Maimitiと結婚するに至った。彼以外の乗組員の中にも現地の女性と関係を持つ者が多くいたと言われている。
1789年4月4日、バウンティはパンノキを積み込んでタヒチを出航した。

### 反乱と船の破壊

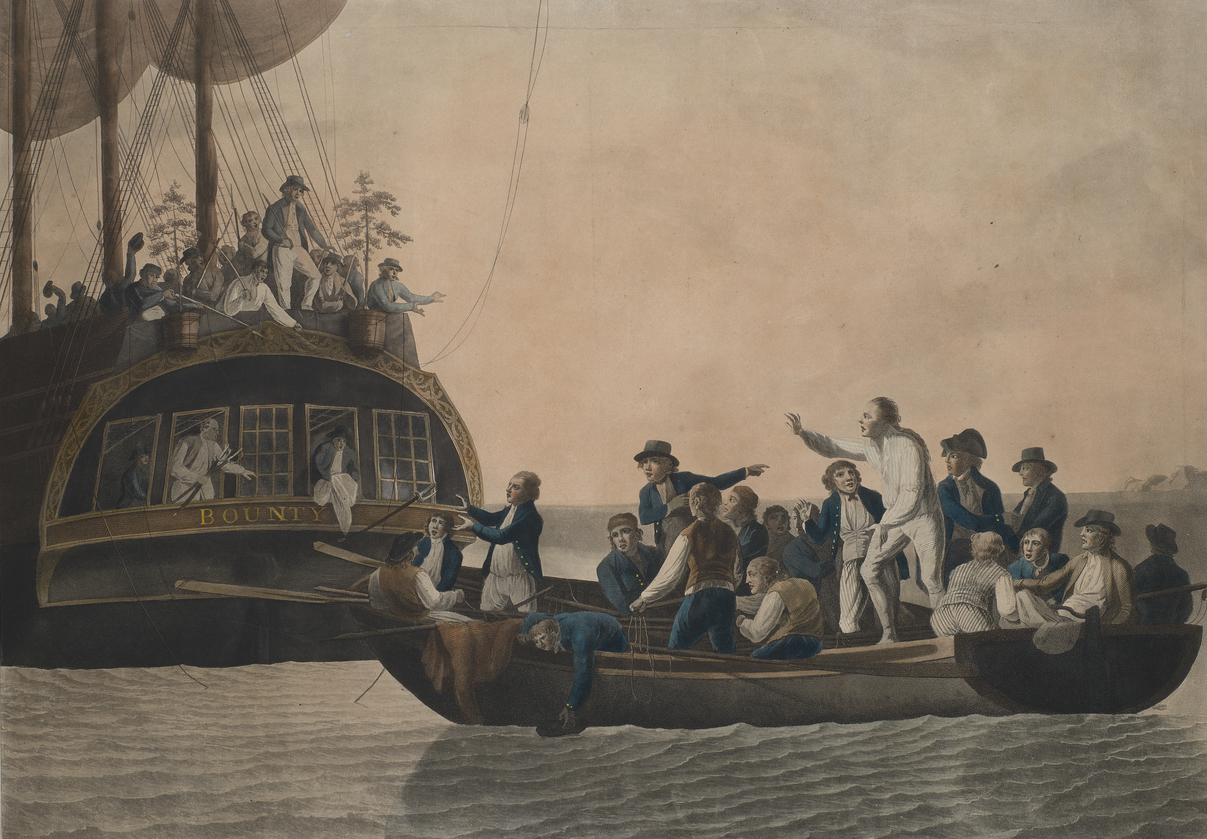
『ブライ海尉と士卒の一部を「バウンティ」から追放する反乱者たち（1789年4月29日）』、ロバート・ドッド、1790年

1789年4月28日、タヒチの西約1,300海里 (2,400 km)の地点を航行中のバウンティ船内でクリスチャンを首謀者とする反乱が発生した。反乱者と乗組員の間では強い言葉の遣り取りや脅迫が交わされたが、ブライ以外の乗組員は殆ど抵抗せず、船は無血で奪取された。
反乱者たちはブライと彼に従った船員たちをカッターボートに乗せて追放した。船を追われたブライと部下たちは物資を求めてボートで30海里 (56 km) 離れたトフアへ向かったが、現地住民の襲撃を受けて1名が殺され、さらなる逃亡を余儀なくされた。
ブライたちはその後、トフアから3,500海里 (6,500 km) 離れたオランダ人居留地のクパンを目指して航海を続けた。47日後、一行はトフアで殺された1名以外の死者を出すことなクパンに上陸を果たした。彼らの多くはその後、無事にイギリスに帰国を果たしている。

一方、反乱者たちはトゥブアイ島に向かい、そこに定住を試みた。しかし、先住民と抗争になり3か月後にタヒチに戻った。ブライが船を追放される際に同行しなかった者たちを含む16名の反乱者たちは、イギリス海軍に見つかって裁判にかけられることを恐れ、タヒチに留まった。 

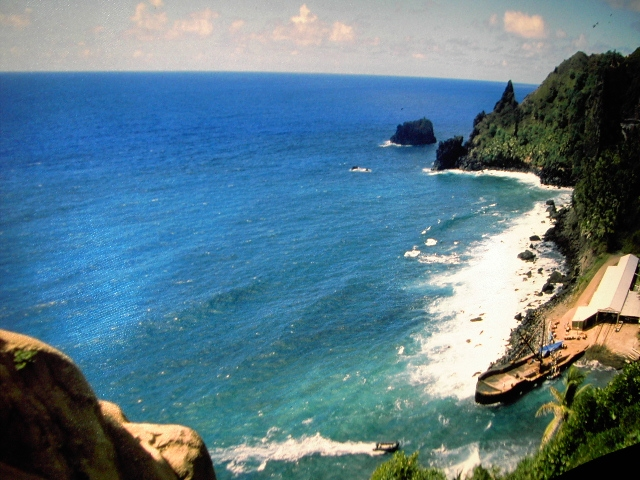
バウンティ湾。

9月にタヒチ島に16人を上陸させた後、クリスチャンと他の8人の乗組員、6人のタヒチ人男性、および1人の乳児を持つ女性11人が、イギリス海軍から逃れることを期待してバウンティで出航した。クリスチャンの同行者のひとりによる記録によると、同行したタヒチ人の内、女性の多くは反乱者たちが出航する際に拉致したものだった。反乱者たちはイギリス海軍を警戒してフィジーとクック諸島には上陸せずに通過した。
1790年1月15日、クリスチャンたちはイギリス海軍の海図には載っていなかったピトケアン島に辿り着いた。同地に定住することが決定され、家畜やその他の物資がバウンティから降ろされた。船の発見と仲間の逃亡を防ぐため、1月23日にバウンティは現在のバウンティ湾で焼却された。

### その後
タヒチ島に残った反乱者とその同行者16名中14名は、1791年3月23日に反乱者捕縛のために派遣されたエドワード・エドワーズ率いるイギリス軍艦「パンドラ」によって捕縛された（2名はパンドラ到着前に死亡）。捕縛された者の内4名が同年8月29日にパンドラがグレート・バリア・リーフで座礁・沈没した際に死亡している。
ピトケアン島に隠れた反乱者たちは見つかることなく1808年2月に反乱者の最後の1人となったジョン・アダムズと生き残ったタヒチ人女性と子供たちがメイヒュー・フォルガーが指揮するアメリカの捕鯨船「トパーズ」に発見された。
1825年12月25日、艦長フレデリック・ウィリアム・ビーチーの指揮下で探検航海中のイギリスのスループ「ブロッサム」がピトケアン島沖に投錨し、19日間停泊した。ビーチ―は1831年に公刊された航海記録にこの時のことを記載しており、ビーチ―はアダムズと面会し、彼から反乱の詳細を聞き取ったという。
またブロッサムの乗組員だったJohn Bechervaiseも1939年に著した回顧録 "Thirty-Six Years of a Seafaring Life by an Old Quarter Master" の中で彼はバウンティ号の残骸を見つけてそこから木片を切り取り、嗅ぎ煙草入れに隠して土産として持ち帰ったと記している。

## 発見
1957年1月、アメリカの水中写真家ルイス・マーデンは1933年に沈没船の舵が発見されたピトケアン島沖合での潜水調査を試みた。島民からは命の危険があるとの警告を受けたが、強いうねりのある海で数日間にわたった調査の末、マーデンはバウンティの残骸を発見した。マーデンはラダーピン、釘、オール受け、金具類、そして錨を引き上げる事に成功した。その後、マーデンはマーロン・ブランドが1962年に映画『戦艦バウンティ』でフレッチャー・クリスチャン役を演じる際のアドバイザーを務めた。彼は回収したバウンティの釘から作成したカフスボタンを終生身に付けていたという。
現在もバウンティ湾の海中には、バラスト石などのバウンティの残骸の一部が現存している。
バウンティの4つの4ポンド砲のうちの最後の1つは1998年にジェームズクック大学の考古学チームによって引き上げられ、クイーンズランド博物館に送られて40カ月にわたって保存のための電解処置を受けた。砲はその後ピトケアン島に戻され、そこで新しい市民ホールに展示されている。

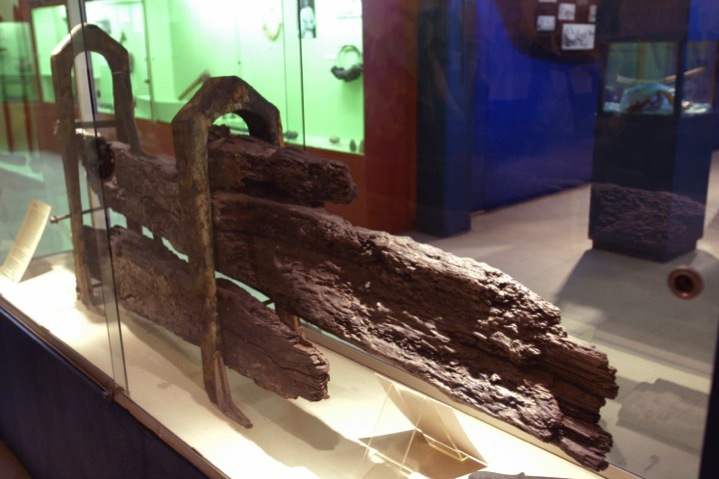
フィジー博物館（英語版）に展示されているバウンティの舵
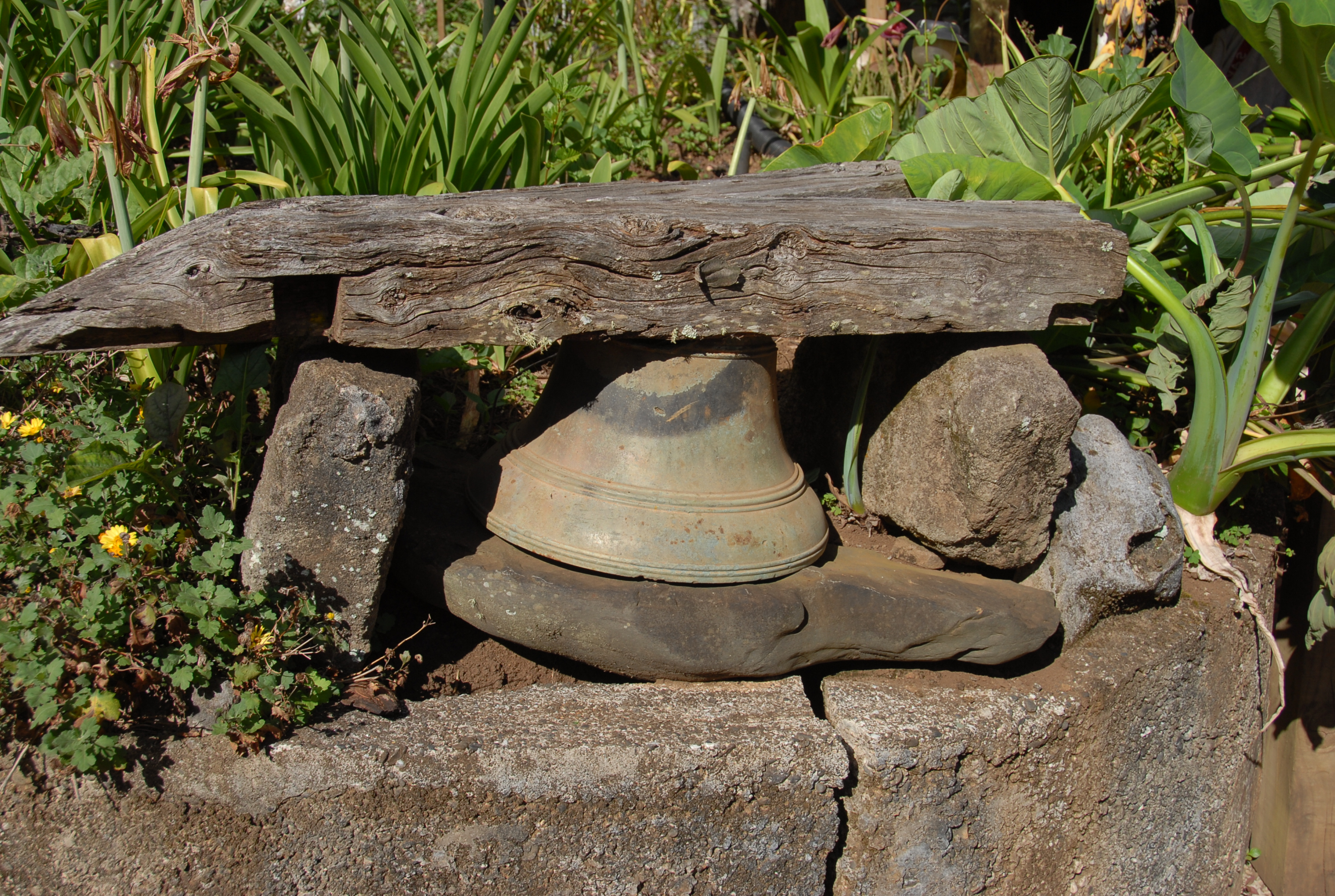
バウンティの鐘

## 再建造
1935年の映画『戦艦バウンティ号の叛乱』が制作されたとき、帆船（多くの場合、補助エンジン付き）はまだ現役で使用されており、映画に登場するバウンティ号とパンドラ号は既存の船を改造した物が使用された。

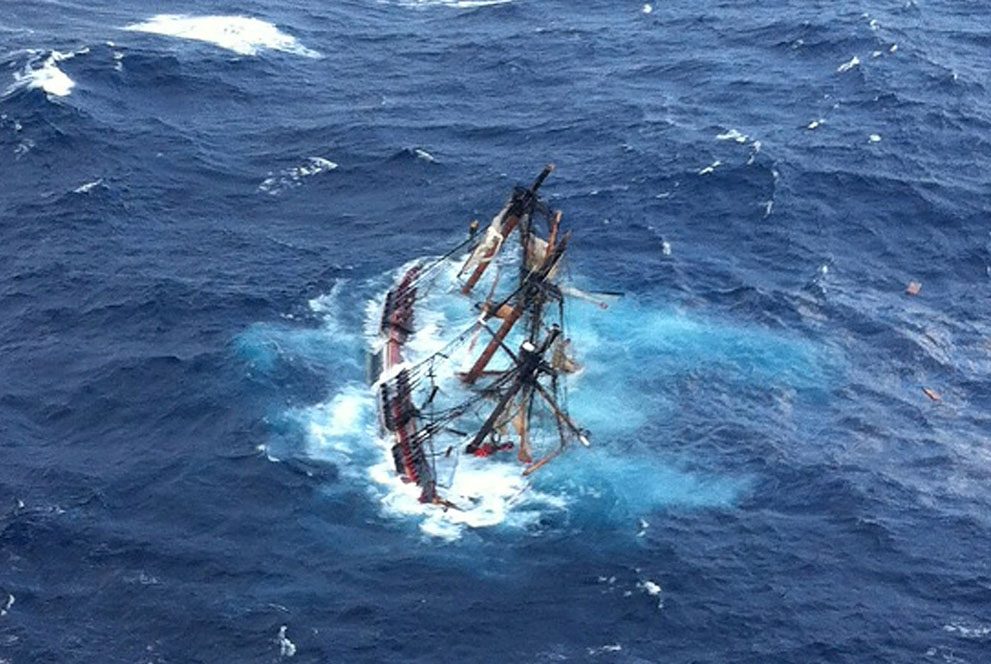
2012年10月、ハリケーン・サンディによって沈没したバウンティ（アメリカ沿岸警備隊が撮影）

1960年、映画『戦艦バウンティ』の撮影に使用するため、オリジナルを忠実に再現したレプリカがカナダのノバスコシア州ルーネンバーグで建造された。映画の撮影終了後、船は非営利団体 "HMS Bounty Organization LLC" の所有となり、世界各地の港を訪れて帆走のデモンストレーションを行う一方、船の維持費を賄うために有料で乗客を迎えての航海も行っていた。長期航海の際の乗員は全てボランティアで参加していた。
2012年10月29日、公海上を航行中の同船はハリケーン・サンディと遭遇し、航行不能となったため乗組員はノースカロライナ州沖で船を放棄した。
アメリカ沿岸警備隊エリザベスシティ航空基地の記録によると、船は同日の12時45分 (UTC) に沈没し、ロビン・ウォルブリッジ船長を含む乗員2名が行方不明となった。船長は見つからず、11月2日に死亡推定と宣告された。
もう1人の行方不明者クローデン・クリスチャン（彼は「バウンティ号の反乱」のフレッチャー・クリスチャンの子孫である）は沿岸警備隊によって救助されたが、心肺停止状態で病院で死亡が確認された。
もう一隻のレプリカは、1979年にニュージーランドで建造された。オリジナルの完全再現ではなく、船体は鋼鉄で作られた物を木材で覆ったものである。1984年公開の映画『バウンティ/愛と反乱の航海』の撮影に使用された後、「HMAV バウンティ」の船名でシドニーのダーリングハーバーを母港とする観光クルーズ船として使用され、2007年10月に香港の企業集団 "HKRインターナショナル" に売却された。香港では「濟民號（粤拼：Zaimanhou、拼音：Jiminhao）」と改名され、ランタオ島ディスカバリー・ベイを拠点に観光や訓練用のチャーター船として使用されていたが、2017年8月1日に引退した。

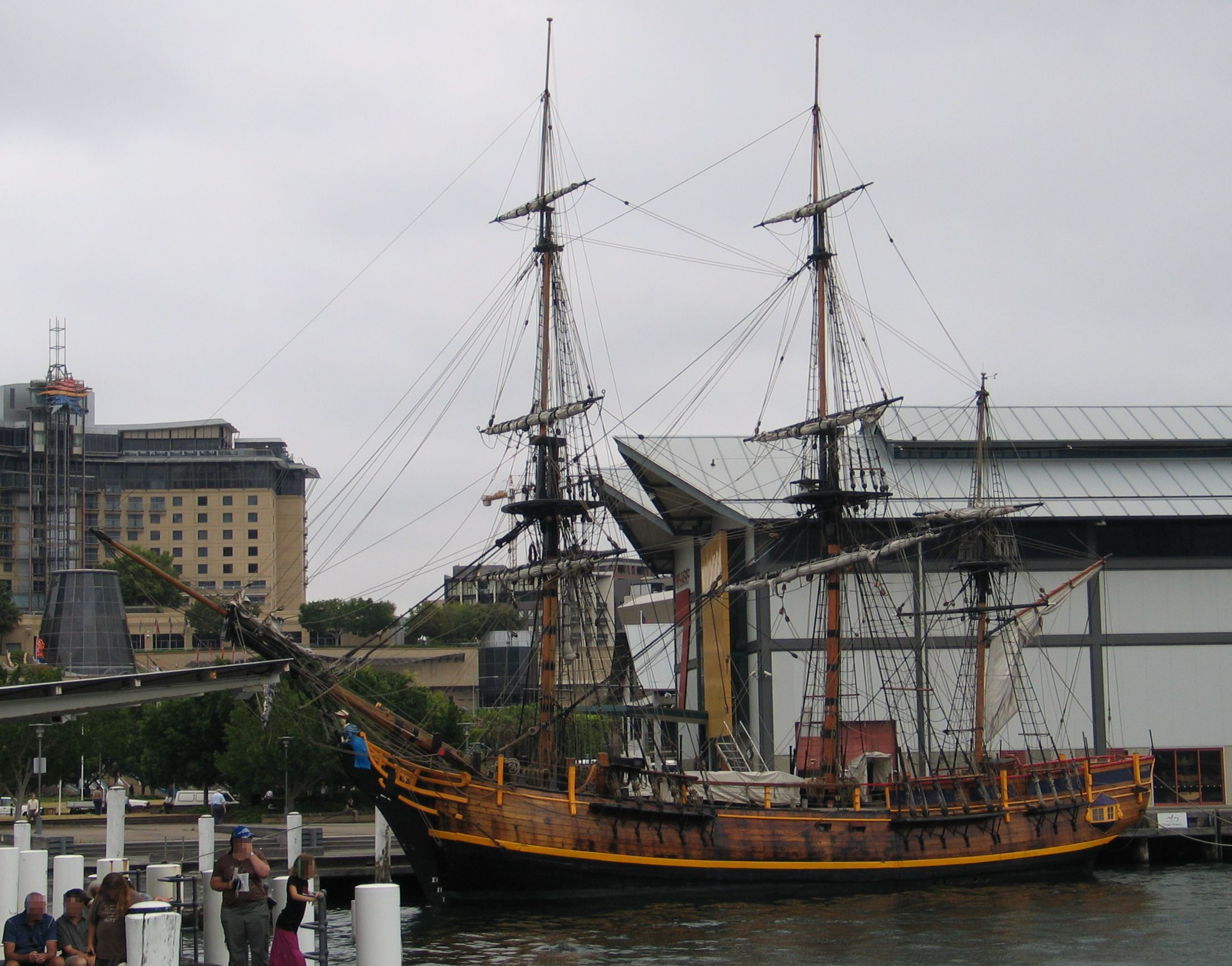
HMAV バウンティ （1978年再建）

HKR社は船のその後については明らかにしていない。